# Kinderpredigt

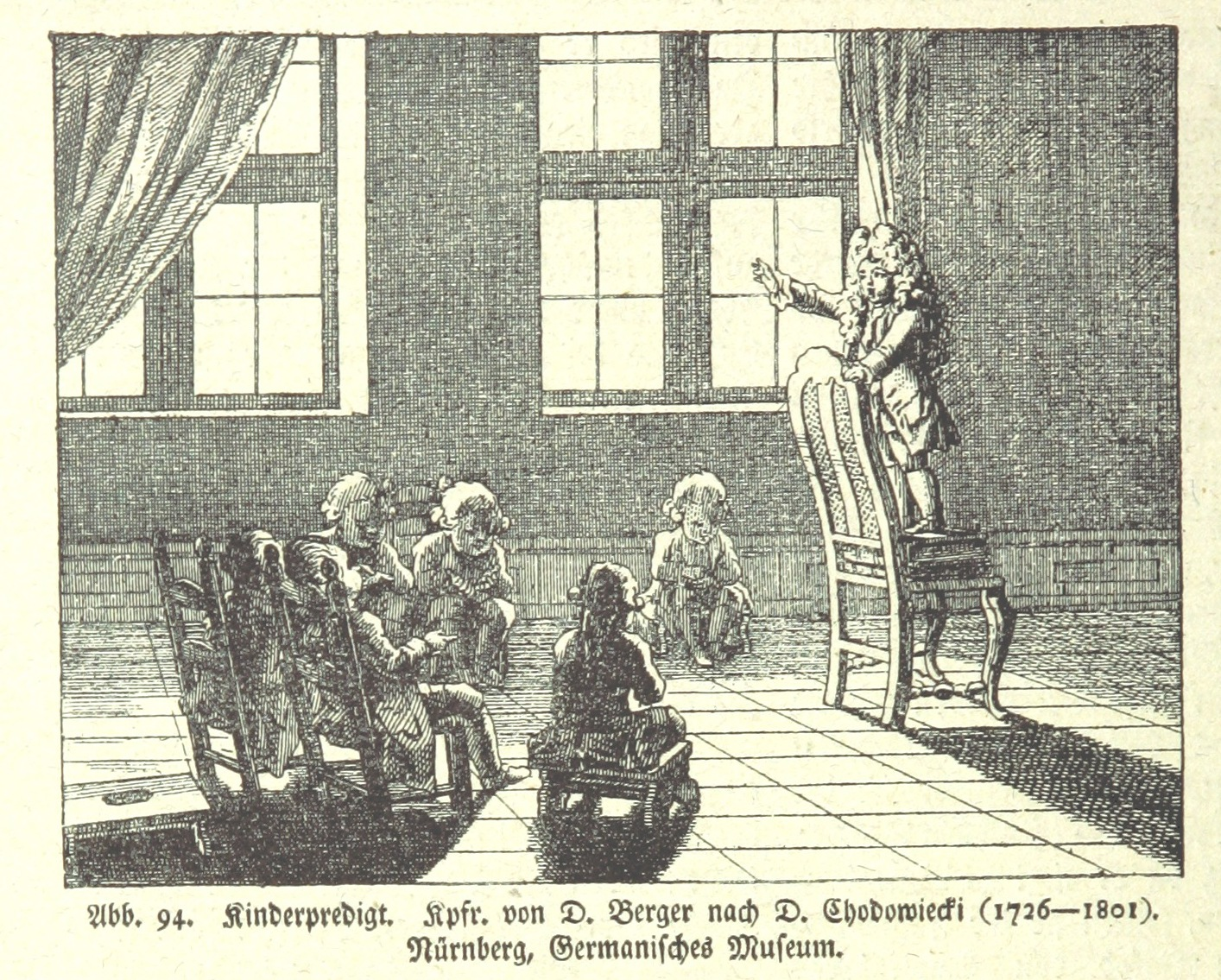
Kinderpredigt

Die Kinderpredigt ist eine religiöse Rede eines Erwachsenen an Kinder im Kontext von Gottesdienst und Gemeindearbeit. In ihr wird versucht, Inhalte des Glaubens anschaulicher und elementarer als in einer Predigt für Erwachsene weiterzugeben, um sie für Kinder verständlich zu machen. Zudem ist sie kürzer als eine Predigt für Erwachsene und nicht notwendigerweise in einen Gottesdienst eingebettet.
Eine Kinderpredigt ist an keine besonderen Orte, Zeiten oder Strukturen gebunden, sondern steht grundsätzlich allen religionspädagogischen Methoden und Hilfsmitteln offen gegenüber. Sie wird erlebnisbezogener als eine Erwachsenenpredigt inszeniert, was in eigene Glaubensentdeckungen des Kindes münden soll. Dabei werden möglichst alle Sinne des Kindes gefordert und den Erlebnissen eine religiöse Deutung gegeben. Die Predigt wird in der Hoffnung gehalten, dass die Kinder später im Glauben bleiben.
In Kirchengemeinden der USA bildet die Kinderpredigt einen festen Bestandteil des Gottesdienstes und der Sunday School (Sonntagsschule). 